# 法蘭克王家年代記
《法兰克王家年代记》，又稱《大洛爾施編年史》，得名於16世紀發現第一個手抄本的洛爾施隱修院 。該編年史是一系列在加洛林王朝之下以編年體撰寫的史冊。它們覆蓋了741年（查理·马特之死）至829年（虔誠者路易統治）的歷史。

## 編纂
这些編年史的編纂，必然受到了多位作者的继承。這是过去两三世纪仍持續受到討論的主題。現有的彙編存在許多不同的版本，因而有許多的分類方案被提出。
有部份事實是大家同意的：即741年至788年的部份是一氣呵成的，由大部分已知的史源，經由一位查理曼宮廷中的文人或抄寫者，可能在chancellerie  ；之後的內容逐渐加入；最後， 820至829年的部份被一致同意是同一個人所撰，也许是聖但尼的伊爾杜安，其成為了虔誠者路易宮中的(大神甫)。两個時期之間，我们注意到，789年-795年間提供的信息較少。而 796年-820年間，各种劃分已被提出。重要的是，編年史整體是查理大帝和虔誠者路易宮廷的產物。這是19世紀的历史学家利奧波德·馮·蘭克所堅定地（他還定下了《法蘭克王家年代记》這個名稱）。
一些手抄本提供了由開始至801年的修訂版本 ：风格上（有的版本使用差勁的拉丁語，有时被称为「平民編年史」）以及文本方面增添了細節和一些觀察。802年-812年之間还有不同风格的修訂版本。这個第一部分更加详细的版本，長久下來被归于艾因哈德《艾因哈德編年史》，尤其从安德烈·杜申和让·马比雍開始，主要是因为与《查理大帝传》風格相近，以及僧人奥迪罗的聖梅達爾的見证（10世紀初)——在其著作引用了《艾因哈德編年史》。如今，人们几乎不认为他是作者。
这些「官方的」編年史有两个扩展：
- 《富尔达年代记》（東法蘭克王國），持續校订了歷史事件，直到902年；
- 《圣伯丁年代记》（西法蘭克王國），持續校订了歷史事件，直到882年。

## 手抄本和不同版本
未經修訂的手抄本被分成四类：A类（一個741年至788年的文本）僅剩由亨利·卡尼修斯所出版，因为其手手抄本已遺失；B类有一个741年至813年的文本 ；C類有一个741年至829年的文本，一些773年和776年信息的顺序略有不同（毫无疑问是頁邊註釋的插入），比如828年在Agen地區下的一場「小麥雨」就在這裡提出（C類的原型在830年就已经建立了，《聖貝爾坦編年史》是它的續寫）；D类的不同之處，在於它提到了Hardrade伯爵785年和丕平四世792年的阴谋。
修订的版本《艾因哈德編年史》已被許多手抄本所知，并且時常出現在之後艾因哈德的《查理大帝传》。

## 内容
王國相關的历史的描述很简要，就跟一般的編年體一樣。譬如，在772年，这些編年史提到了举行於沃姆斯的集會、一个遠征队赴薩克森集結、薩克森人爱瑞斯堡的陷落和聖樹聖殿的破壞以及查理曼大帝在赫爾斯塔爾庆祝圣诞节。《艾因哈德編年史》則在开始加入了教宗斯德望三世之死和教宗哈德良一世的接任。
我們可以把這些編年史解释为法兰克君主們为了证明他们的政治和军事決策的一种工具。事实上，法蘭克王國編年史已經不止一次作為权利要求的基礎，進而提供了作為開戰理由的論據。
尽管他们對於歷史事件的忠诚度值得怀疑，这些編年史仍形成了中世纪前期一個主要的史料和研究中世纪历史的主要对象。

## 版本和翻译

### 现代
《艾因哈德編年史》和艾因哈德的《查理大帝传》的第一次發表是通过赫尔曼的巴特诺因阿尔伯爵——科隆大教堂和亚琛主教座堂的教务长、科隆大学校監（1521年）。
另一個版本(实际上為741年至788年未經修訂的部份），由洛爾施隱修院提供的手抄本（如今遺失了），在英戈尔施塔特由亨利·卡尼修斯，发表於1603年的第三卷 ，以《大洛爾施編年史》(Annales Laurissenses Majores)為標題。

### 当代

#### 拉丁語
SUDOC目錄貌似顯示了只有德國學者——於十九世紀末和二十世紀——修訂了拉丁語版的法蘭克編年史：

- Friedrich Kurze et Georg Friedrich Pertz (éditeurs), [6], Hahnsche Buchhandlung, coll. «  », Hanovre, 1895（由同一出版社於1950年重新印製）, XX + 204 p., in-octavo ISBN 3-77525-068-9 [SUDOC notices 17 et 10). 《大洛爾施編年史》和 《艾因哈德編年史》雙面對照。
- Reinhold Rau (éditeur), , dans [Quellen zur karolingischen Reichsgeschichte, Teil 1] 错误：{{Lang}}：無法辨識語言標籤 allemand（帮助） ([Ausgewählte Quellen zur deutschen Geschichte des Mittelalters] 错误：{{Lang}}：無法辨識語言標籤 allemand（帮助）, FSGA, vol. 5), Wissenschaftliche Buchgesellschaft, Darmstadt, 1955(於1974、1987年重新印製）, pp. 9–155. 原文和德文雙面對照. [SUDOC notice 6]
- , dans , Bogon Mueller Pentzel Verlag, Berlin, 1998, 1 CD-ROM. ISBN 3-98064-270-4

#### 法語譯本
一個十九世紀的法語譯本在最近被重新出版（至少一部分）。
- Yves Germain et Eric de Bussac (éditeurs), Annales de Pépin le Bref et Charlemagne (741-814), traduction de François Guizot, Paléo, Clermont-Ferrand, 2010, 114 pp. [ISBN 978-2-84909-582-9].

#### 外部連結
拉丁語本
- Annesl Regni Francorum （页面存档备份，存于） ()

## 記錄和参考文献
1. ↑  Minois, 2010, p.76.
2. ↑  這個假設第一次由Gabriel Monod提出, «Hilduin et les », Mélanges Julien Havet, Paris E. Leroux, 1895, p.57-65.
3. ↑  奥迪罗的聖梅達爾(Odilon de Saint-Médard de Soissons) († 約920)，《圣巴斯弟盎聖髑搬運史》的作者，其中描述了826年，將聖巴斯弟盎聖髑移送至其修道院的事實，書中引用了《艾因哈德編年史》。
4. ↑  詳見 Minois, p. 77.
5. ↑  參見： Catalogue SUDOC: 。
6. ↑  : Eginhard（艾因哈德）。